# Villa Maza
Villa Maza é uma localidade do Partido de Adolfo Alsina na Província de Buenos Aires, na Argentina. Sua população estimada em 2001 era de 1.705 habitantes.